# ماسوای هستی
ماسوای هستی یا فراسوی وجود (به فرانسوی: Autrement qu'être ou au-delà de l'essence)، یک اثر فلسفی از امانوئل لویناس است که دومین اثر مهم او پس از تمامیت و نامتناهی و در سال ۱۹۷۴ نوشته شده است.